# 전자 요금 징수
전자 요금 징수(電子料金徵收, Electronic Toll Collection, ETC)는 고도 도로교통 시스템의 하나로, 유료도로를 이용할 때에 요금소에서 정차할 필요 없이 통과를 할 수 있는 시스템이다. 무선 통신을 이용해서 차량과 요금소의 시스템이 필요한 정보를 교환하고 요금을 징수한다.

## 개요
1989년 이탈리아의 아우토스트라다에서 텔레패스(TELEPASS)라고 하는 무선식 요금 징수 시스템이 도입되어, 이후의 전자 요금 징수 시스템의 선구가 되었다.

## 같이 보기
- 전자 요금 징수 도입국의 목록(en:List of electronic toll collection systems)
- 하이패스
- 로드 프라이싱
- ERP (싱가포르)
- en:E-ZPass